# パリの生活

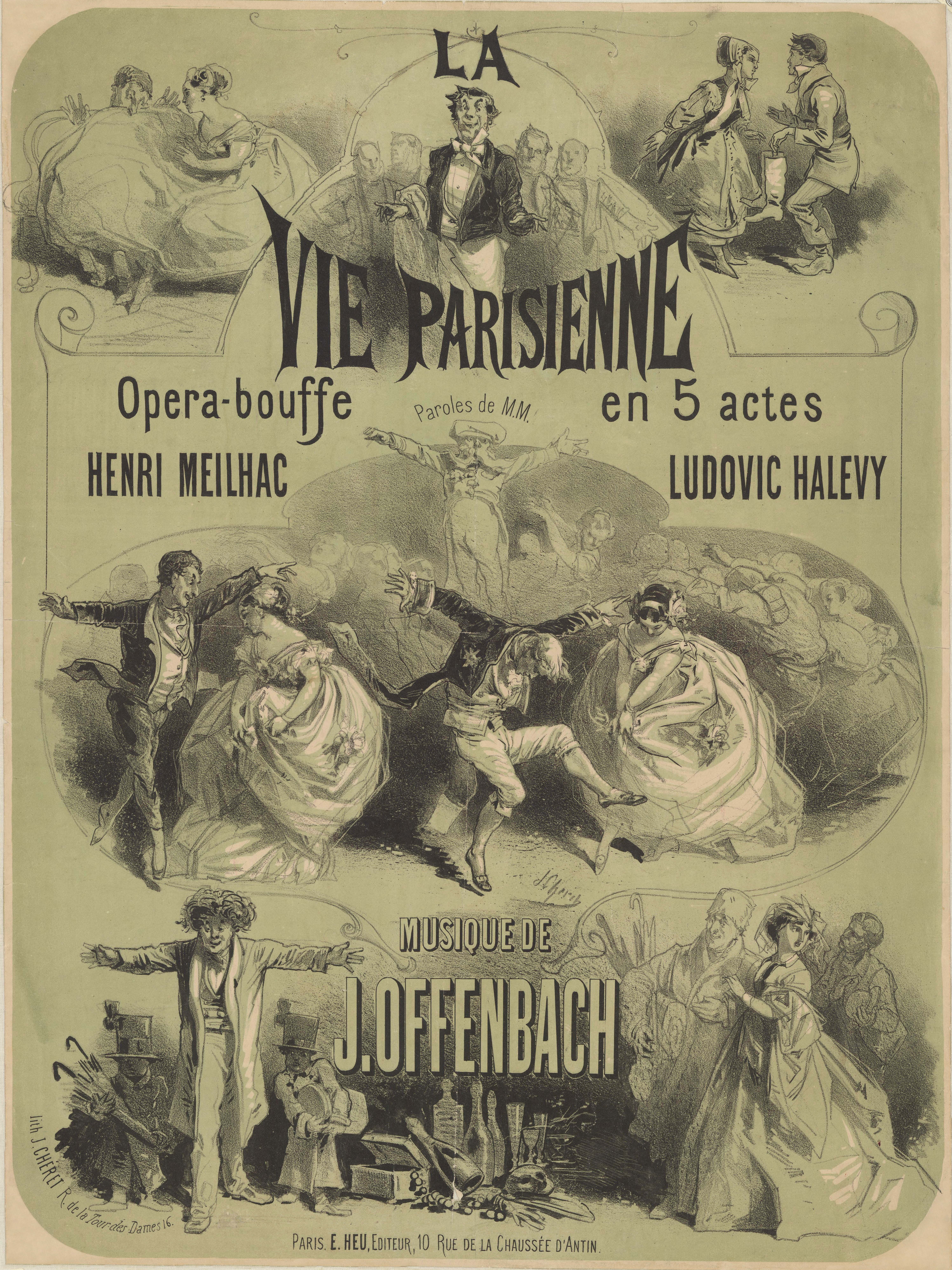
1866年制作のポスター

『パリの生活』（パリのせいかつ、フランス語:  La Vie Parisienne ）は、ジャック・オッフェンバックが作曲した全4幕のオペラ・ブフ（またはオペレッタ）で、1866年 10月31日に パリのパレ・ロワイヤル劇場で初演された。『ラ・ヴィ・パリジェンヌ』と表記されることもある。初演時は5幕構成であったが、1873年 9月25日のパリのヴァリエテ座での上演以降4幕構成に改訂された。ただし、5幕版で上演されることもある。オッフェンバック上演史では重要な作品であり、日本ではあまりなじみがない作品だが、ヨーロッパでは上演の機会は多い。また、日本語題は原題よりもドイツ語題（Pariser Leben）に近い。

## 概要

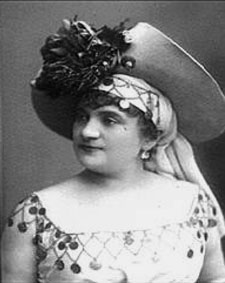
ジュルマ・ブファール

『パリの生活』は「パリ・オペレッタの最高傑作で、生真面目な北欧人や成金ブラジル人の観光客を徹底的に揶揄し」、「うわべだけが華やかに彩られた19世紀のパリを映し出している」。本作はパリ万国博覧会を記念して制作されたオペレッタで、パレ・ロワイヤル劇場は元々音楽を伴わない演劇を上演する劇場であったが、支配人は民衆の当時の民衆の嗜好を勘案し、オペレッタの上演を希望したのであった。そして、オッフェンバックに白羽の矢が立ち、ジュルマ・ブファール（ガブリエル役）を登場人物に入れることを条件にオッフェンバックは引き受けたのである。初演は成功し、1年間で217回も上演が続いた。 アメリカ 初演は1869年3月29日にニューヨークのフランセ劇場にて行われた。 イギリス初演は1872年3月30日にロンドンのホルボーン劇場にて行われた。日本初演は1995年 5月16日に日本オペレッタ協会によって、日暮里サニーホールにて日本語訳で行われた。指揮は稲田康、演出は寺崎裕則であった。

## 作品と時代背景
第二帝政期にフランス経済は急成長したが、フランスは急速な産業化の進展に伴い、人口が地方から都市に流出し、パリの人口も大幅に増加し、鉄道も急速に整備された。この時代はパリ最大の変革期でセーヌ県知事ジョルジュ・オスマンの都市整備 により、パリは一層魅力的な大都市となった。2回目となるパリ万国博覧会が1867年4月1日から11月3日まで開催された。このような状況下で、『パリの生活』で次のような社会的情景が描写される「拝金思想がはびこって、お金目当ての結婚や貴婦人を装う高級娼婦が流行した。社交界に似たいかがわしい疑似社交界なるものが出現した。サロンにクラブ・ハウスを持ち込み、仮面舞踏会、競馬クラブ、カフェが繁盛した。うわべだけの陽気さとは裏腹にメランコリーや憂鬱が広まり、ヴォルテール流の思想が浸透した。大通りではボヘミアンやジャーナリストたちが葉巻で時を過ごした」。ダヴィッド・リッサンによれば「パリはあらゆる欲望とあらゆる幻滅を象徴している。翻弄される男爵は1866年という特定の時期の旅行者というだけでなく、最も馬鹿げた望みがかなえられる地を夢見ずにはいられないわれわれ一人一人なのである。われわれを現実と対峙させるのが喜劇の本質である。そして、途方もない欲望とそれを無にする現実を一緒に喚起できる音楽がちりばめられた喜劇は何倍も強くわれわれに作用するのである。オッフェンバックは、言ってみれば、この二重の喚起をするスペシャリストである。彼と肩を並べられるのはモーツァルトしかいない」と分析している。

## 楽曲

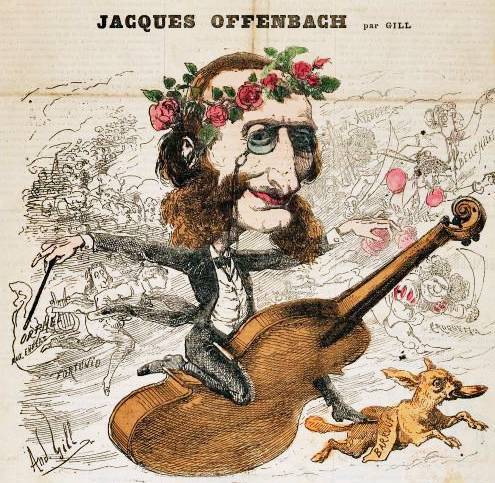
アンドレ・ジルによるオッフェンバック

『オペレッタ名曲百科』の著者、永竹由幸は「音楽はどの曲も素晴らしく、メテラの手紙のロンド、ガブリエルの大佐の未亡人の歌やそれに続く、チロレーゼそして《背中が破れています》の六重唱、最後のカンカン・フィナーレなどはいつまでも耳に残る名曲」であるが「これほどの名曲なのに、日本で『こうもり』のようになじみがないのは、あまりにも『パリの生活』がパリに密着した作品で、フランス語圏の劇場でないとあの粋なフランスの味がでないからなのだろうか」と述べている。
アラン・ドゥコーは「5幕を通じて駆け回る狂躁のギャロップ。《メテラの手紙》を除けば『パリの生活』には、オッフェンバックの他の全ての作品が内包するあの優しいメランコリーの慰めが見当たらない。目の回るような音楽が全速力で走り、われわれを急き立て、揺さぶり、息を切らせる。《何でも回れ、誰でも踊れ》この中心テーマが『パリの生活』のモチーフである」と解説している。また、リッサンは2幕のガブリエルによる「大佐の未亡人のアリア」をコミカルな音楽の珠玉の一品として注目し「音楽はまず、非常に堅苦しく規則正しい厳かなリズムで始まる。地味な旋律線は控え目な生活を送ろうとしている女性に相応しい。ところが、この旋律と同時に茶番が透けて見える。それはまず、突飛なヴォカリーズによって表現される笑いである。次にこの旋律はマウスピースを押さえたトランペットによりピアニッシモのニュアンスで演奏されるファンファーレの茶番のリズムとなる。隠された茶番と明確な台詞の真面目さの緊張は必然的に笑いに至る」と分析している。

## リブレット
アンリ・メイヤックとリュドヴィク・アレヴィはオッフェンバック作品のリブレットを数多く担当したコンビで、他に『美しきエレーヌ』（1864年）、『青ひげ』（1866年）、『ジェロルスタン女大公殿下』（1867年）や『ラ・ペリコール』（1868年）、『盗賊』（1869年）でもリブレットを担当し、オッフェンバックと彼ら2人は名トリオとして一世を風靡した。アレヴィは本作のリブレットは「メイヤックとの共作の中で最も成功したと言い切っている」。

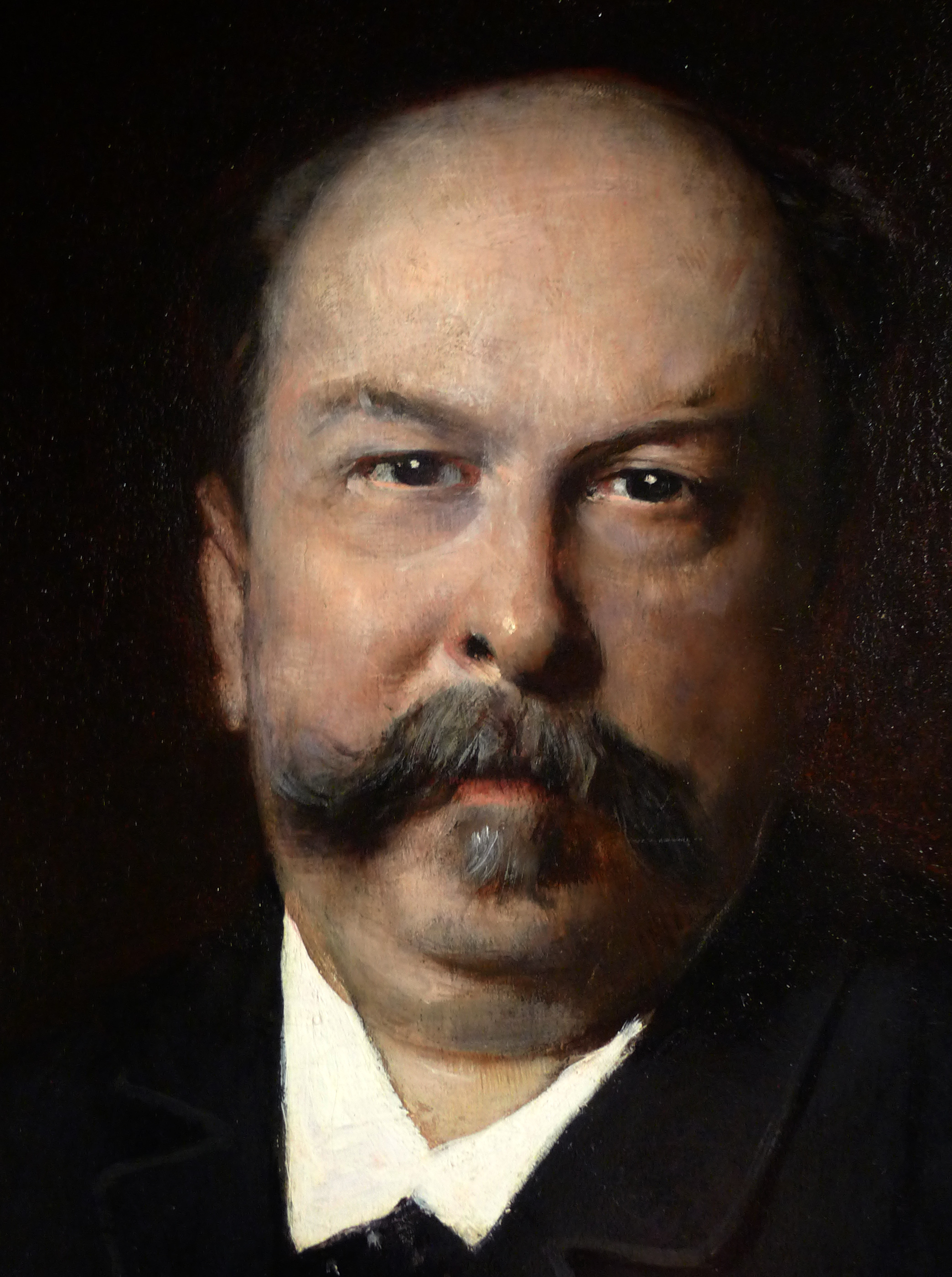
ドロネーによるメイヤック

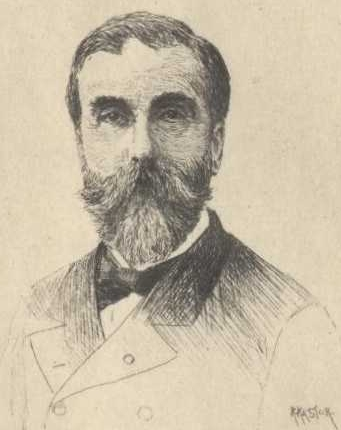
リュドヴィク・アレヴィ

『パリの生活』の5幕構成による初版は、ストーリー展開が複雑であった。ギャルドゥフーの部屋が舞台となる第4幕では、男爵夫人に想いを募らせるギャルドゥフーに対して、嫉妬に狂ったメテラとボビネの叔母によって頓挫する場面であるが、演劇的観点から注目するとこの場面は迫力に欠け、締まりがないので、アレヴィとオッフェンバックはこの余計なエピソードを削除することにしたのだった。これにより、二つの情事のうち一つが未解決のままになってしまうが、最終幕のメテラの一言によって、彼女がギャルドゥフーの男爵夫人に対する計画を失敗させたことがほのめかされる。この結果、『パリの生活』はオッフェンバックのオペラ・ブフの中でも長くもなく「穴」もない傑作とみなすことができるのである。アレヴィは「皇帝の外交政策を見るにつけ、彼は耐え難い苛立ちを覚えた。彼に言わせれば、皇帝の政策は取り返しのつかない戦争への道を歩んでいたのである」、「不安、、、有罪宣告された文明は常に快楽におぼれ、不安を忘れようとする。それをアレヴィは見極めていた。オッフェンバックと共に彼は一つの時代が終わり、ある支配が終焉する時の雰囲気、『パリの生活』の雰囲気を誰よりも敏感に嗅ぎ取って」おり、これを作品に盛り込んだ。

## 演奏時間
全幕で約2時間（プロローグ5分、第1幕:約25分、第2幕: 約35分、第3幕: 約30分、第4幕約25分）。

## 楽器編成
- 木管楽器: フルート2（ピッコロ持ち替え）、オーボエ2、クラリネット2、ファゴット2
- 金管楽器: ホルン4、トランペット2、トロンボーン3、
- その他: 弦楽五部、打楽器

## 登場人物
| 人物名                       | 声域                    | 原語                                | 役                                            | 初演時のキャスト 1866年 10月31日 指揮：オッフェンバック |
| ---------------------------- | ----------------------- | ----------------------------------- | --------------------------------------------- | ------------------------------------------------------- |
| ラウル・ドゥ・ギャルドゥフー | テノール                | Raoul de Gardefeu                   | 遊び人 パリの元お金持ち                       | プリストン                                              |
| ボビネ                       | テノール またはバリトン | Bobinet                             | 遊び人 ギャルドゥフーの友人                   | ジル=ペレス （フランス語）                              |
| メテラ                       | メゾソプラノ            | Metella                             | パリの高級娼婦                                | オノリーヌ                                              |
| ゴンドルマルク男爵           | バリトン                | Le Baron de Gondremarck             | スウェーデンからの観光客                      | ルイ=イヤサント・デュフロスト （フランス語）            |
| クリスティーヌ               | ソプラノ                | Christine La Baronne de Gondremarck | ゴンドルマルク男爵の妻                        | セリーヌ・モンタラン                                    |
| フリック                     | バリトン                | Frick                               | 靴屋:ドイツ語訛りを茶化すために設定された人物 | ジュール・ブラッスール                                  |
| ガブリエル                   | ソプラノ                | Gabrielle                           | 手袋屋                                        | ジュルマ・ブファール                                    |
| ポリーヌ                     | ソプラノ                | Pauline                             | 提督夫人に変装した女中 美人の小間使い         | エルミール・ポレル                                      |
| ブラジル人                   | バリトン                | Le Brésilien                        | 成金の観光客                                  | ジュール・ブラッスール                                  |
| ユルバン                     | バリトン                | Urbain                              | ポルト・リコのマラガ将軍に変装した召使        | ルイ・ラシュス                                          |
| プロスペル                   | バリトン                | Prosper                             | 召使                                          | ジュール・ブラッスール                                  |
| ゴントラン                   | テノール                | Gontrin                             | メテラの同伴者                                | －                                                      |
| クララ                       | ソプラノ                | Clara                               | コンシェルジュの娘                            | アンリ                                                  |
| レオニー                     | ソプラノ                | Léonie                              | コンシェルジュの娘                            | ベダール                                                |
| ルイーズ                     | ソプラノ                | Louise                              | コンシェルジュの娘                            | ブルトン                                                |
| ジョゼフ                     | 台詞                    | Joseph                              | ギャルドゥフーの元使用人 旅行ガイド           | マルタル                                                |
| アルフォンス                 | 台詞                    | Alfonse                             | ギャルドゥフーの使用人                        | フェルディナン                                          |
| カンペール・カラデック夫人   | メゾソプラノ            | Mme de Quimper-Karadec              | ボビネの叔母                                  | フェリシア・ティエレ                                    |
| ジュリー                     | ソプラノ                | Julie                               | カラデック夫人の姪                            | －                                                      |
| アルフレッド                 | バリトン                | Alfred                              | 給仕長                                        | －                                                      |

その他（合唱）：旅行者、鉄道職員、召使、靴屋、手袋屋、給士、常連客

## 初演時の衣装
ドラネールによるデッサン(1866年)

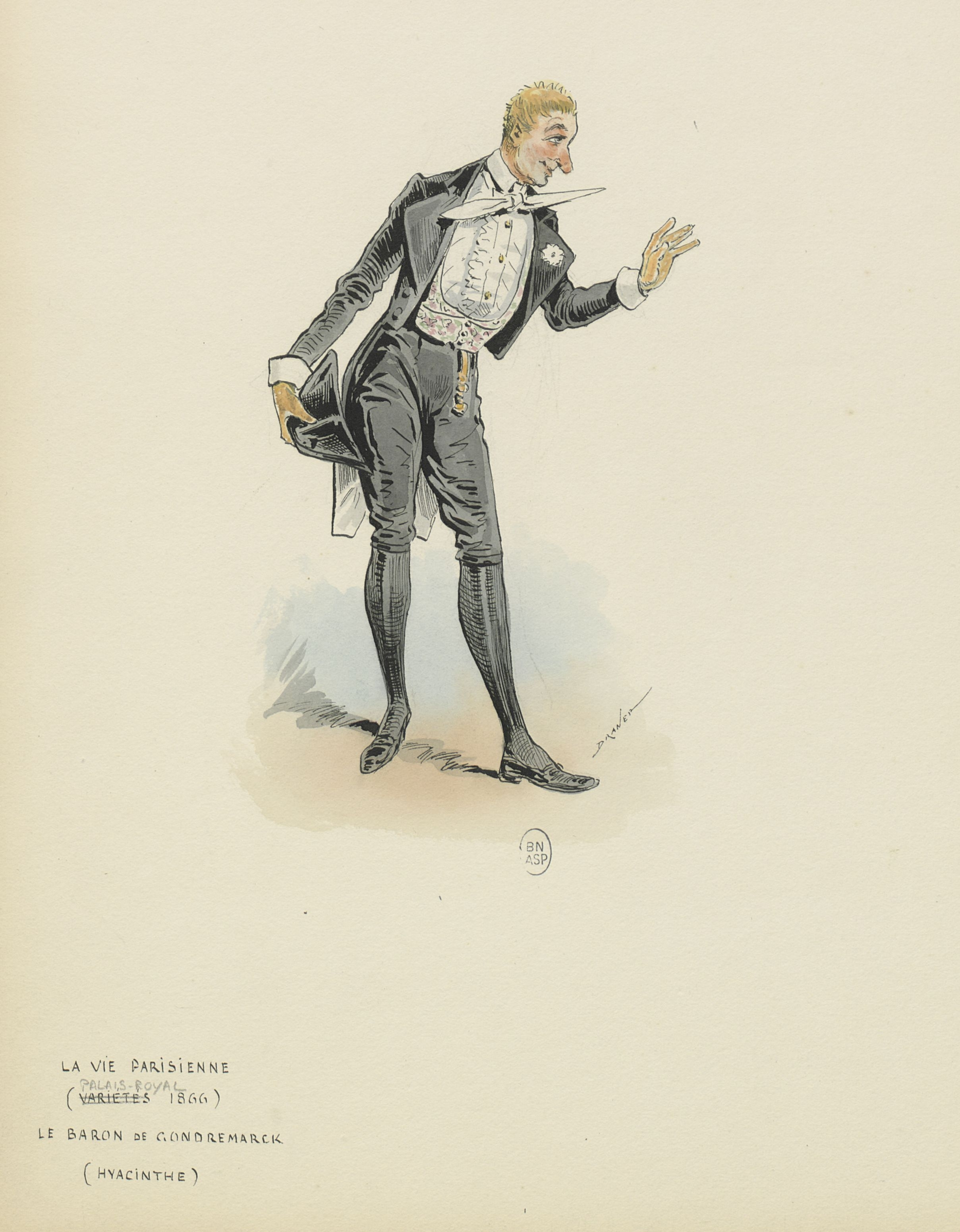
ゴンドルマルク男爵
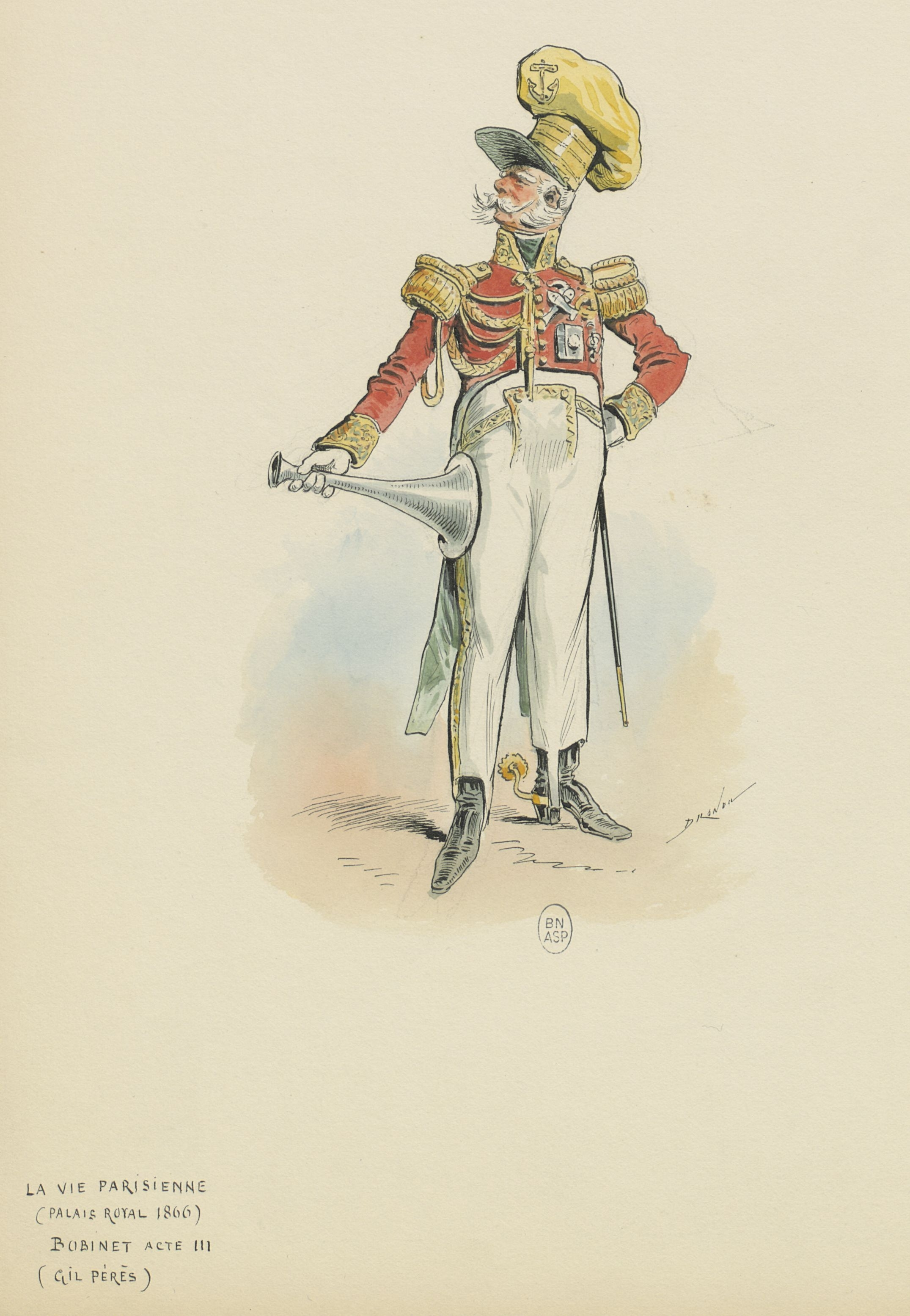
提督に扮するボビネ
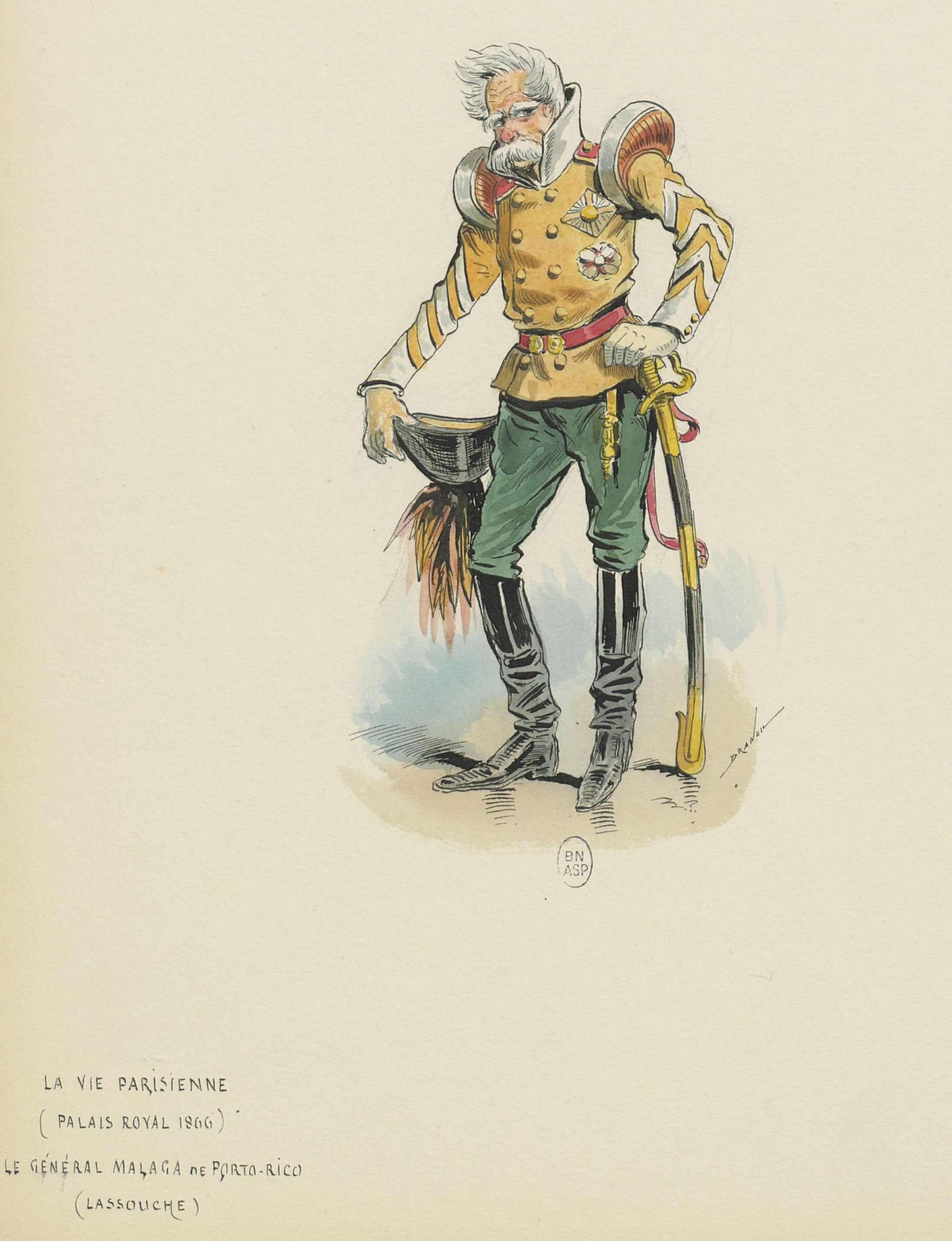
ポルト・リコのマラガ将軍
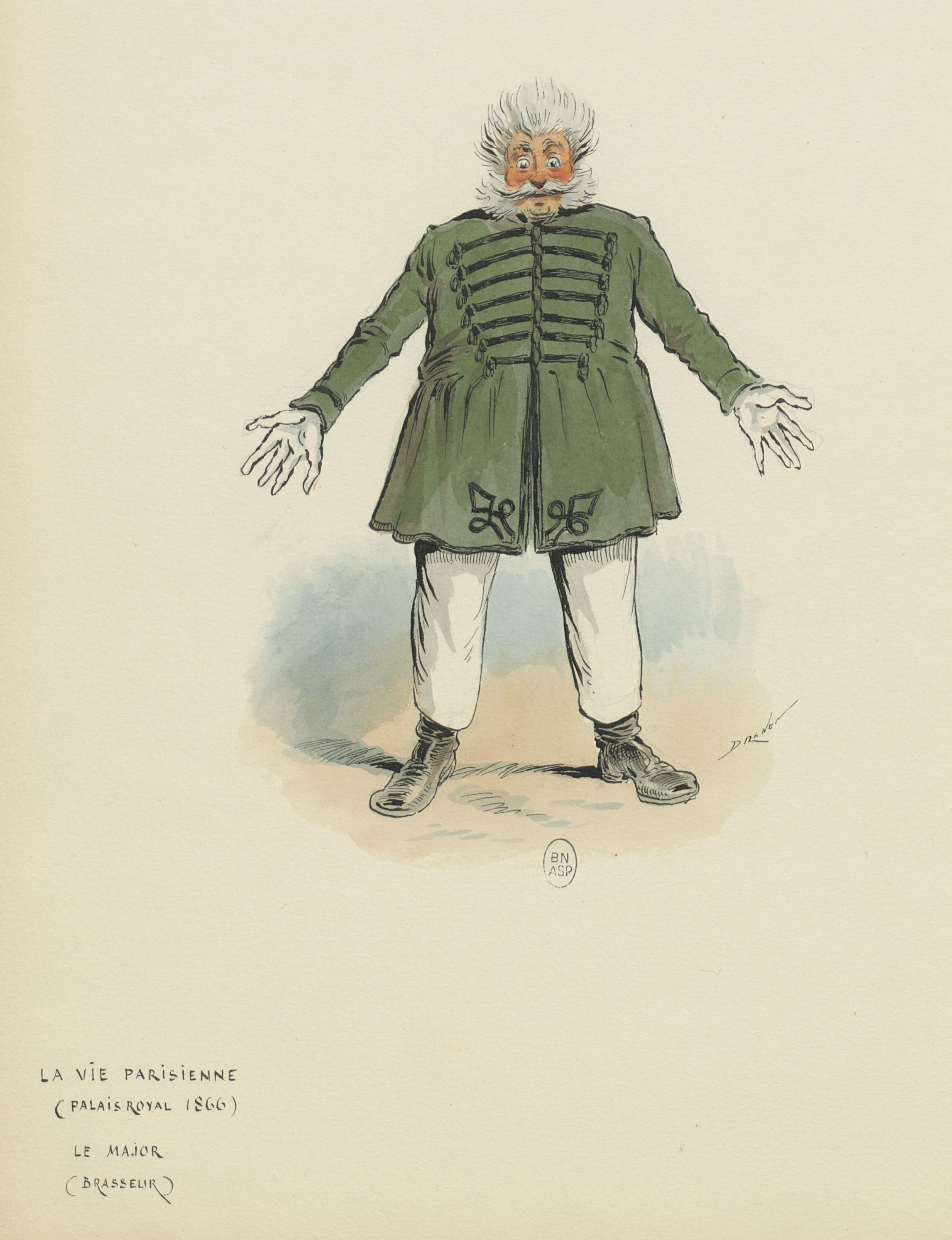
連隊長（パーティー）
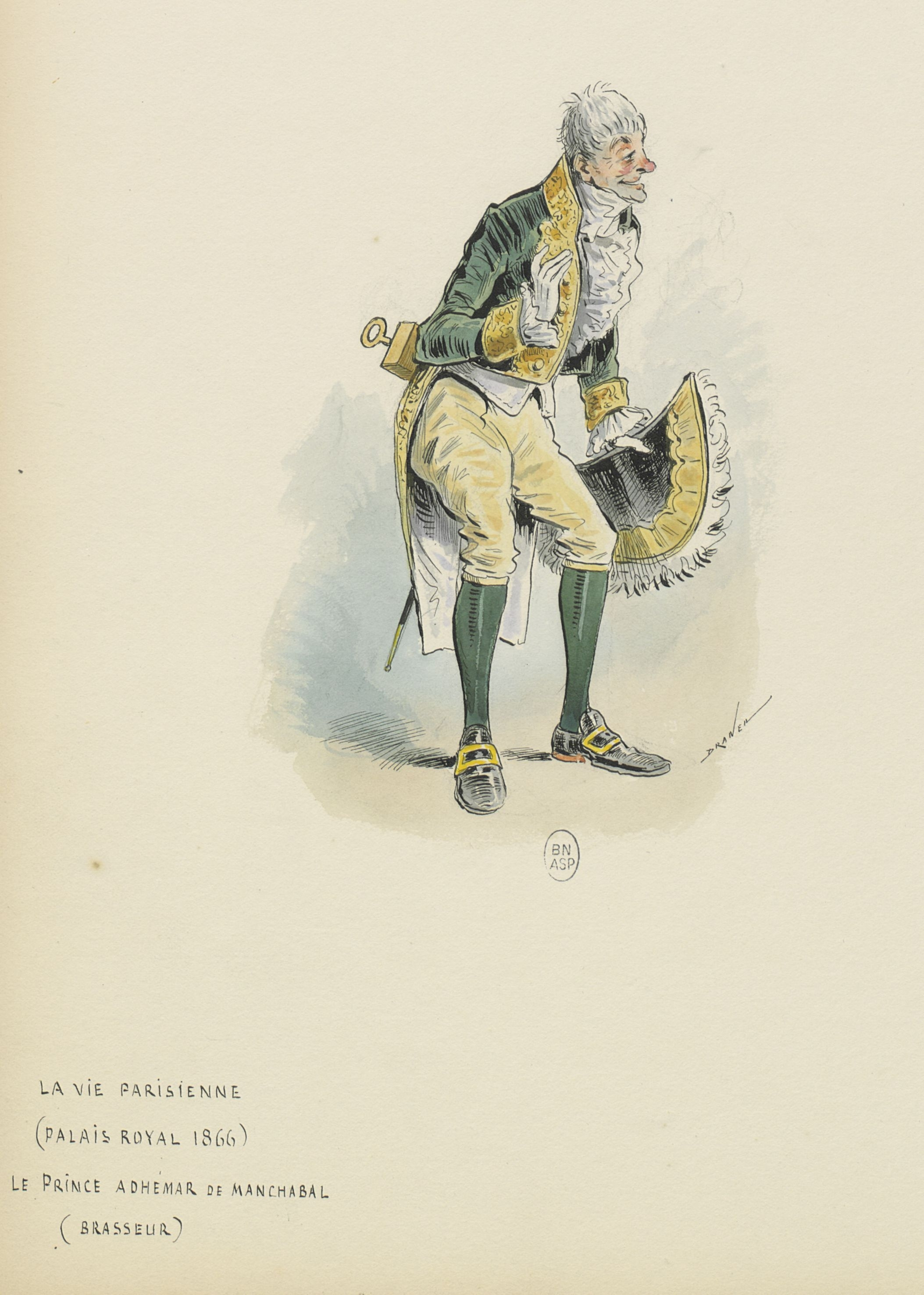
王子（パーティー）
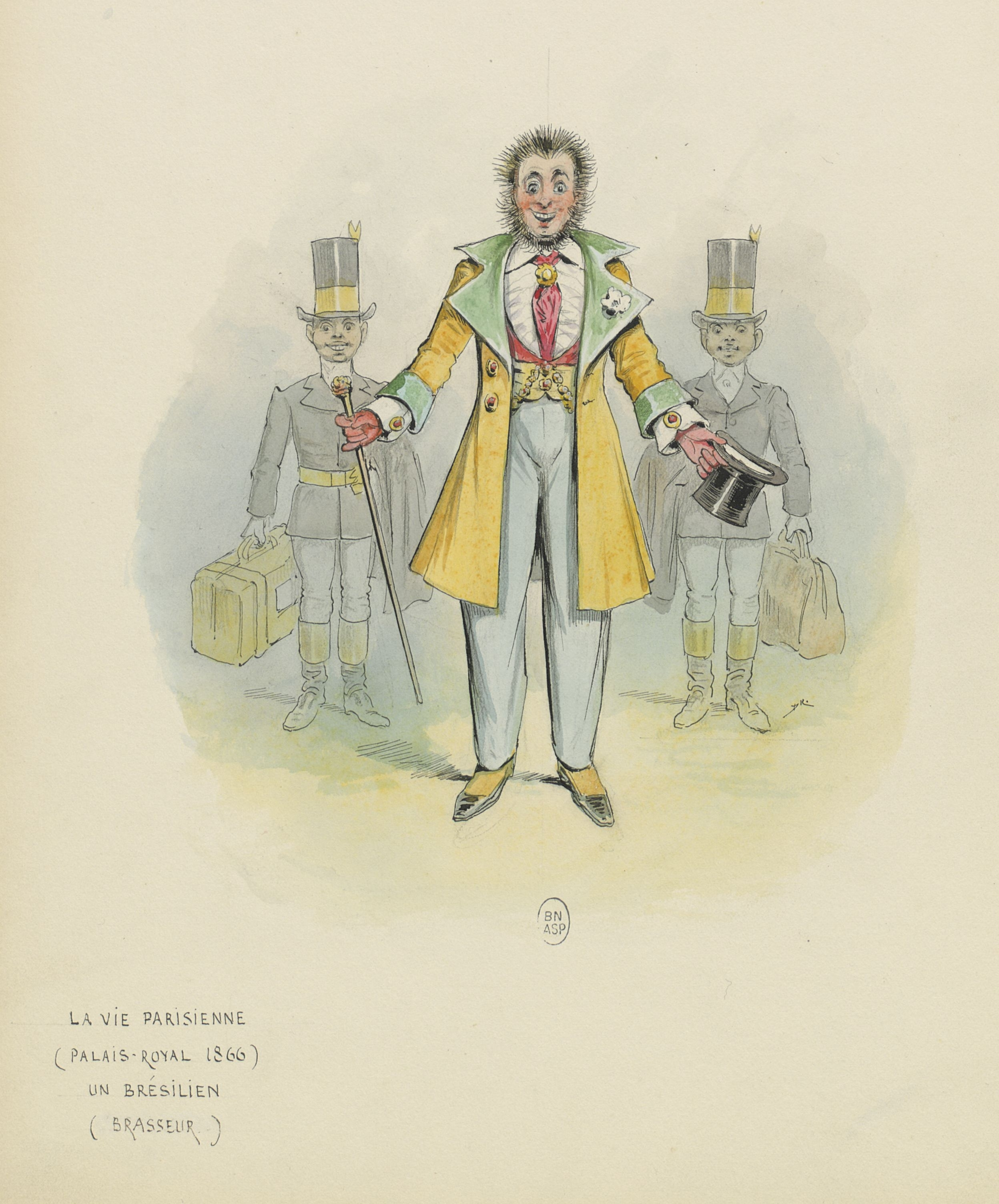
ブラジル人旅行者
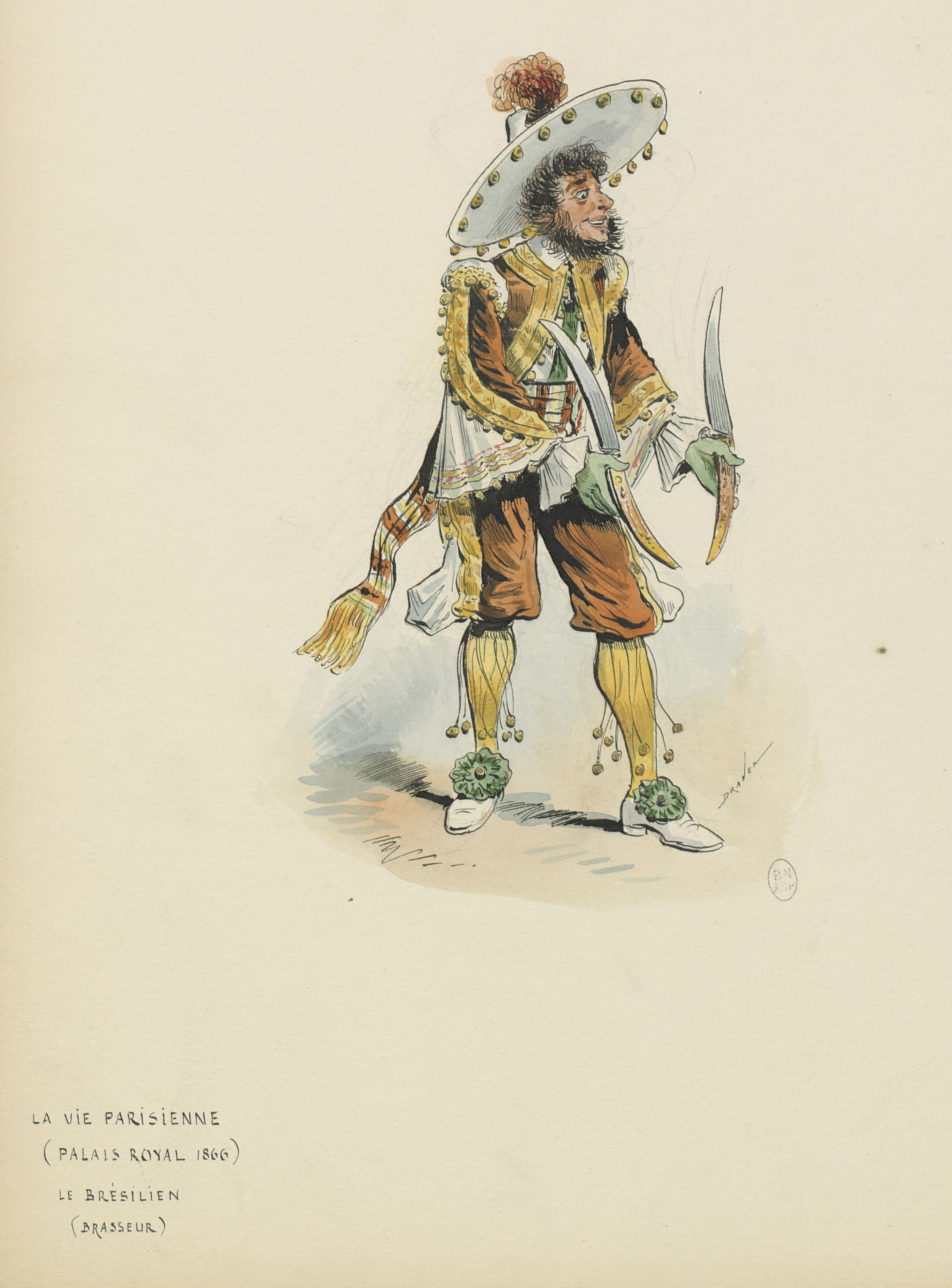
仮装したブラジル人

## あらすじ (4幕版)
時と場所：1860年代のパリ

### 第1幕
パリの西駅（現在のサン・ラザール駅）

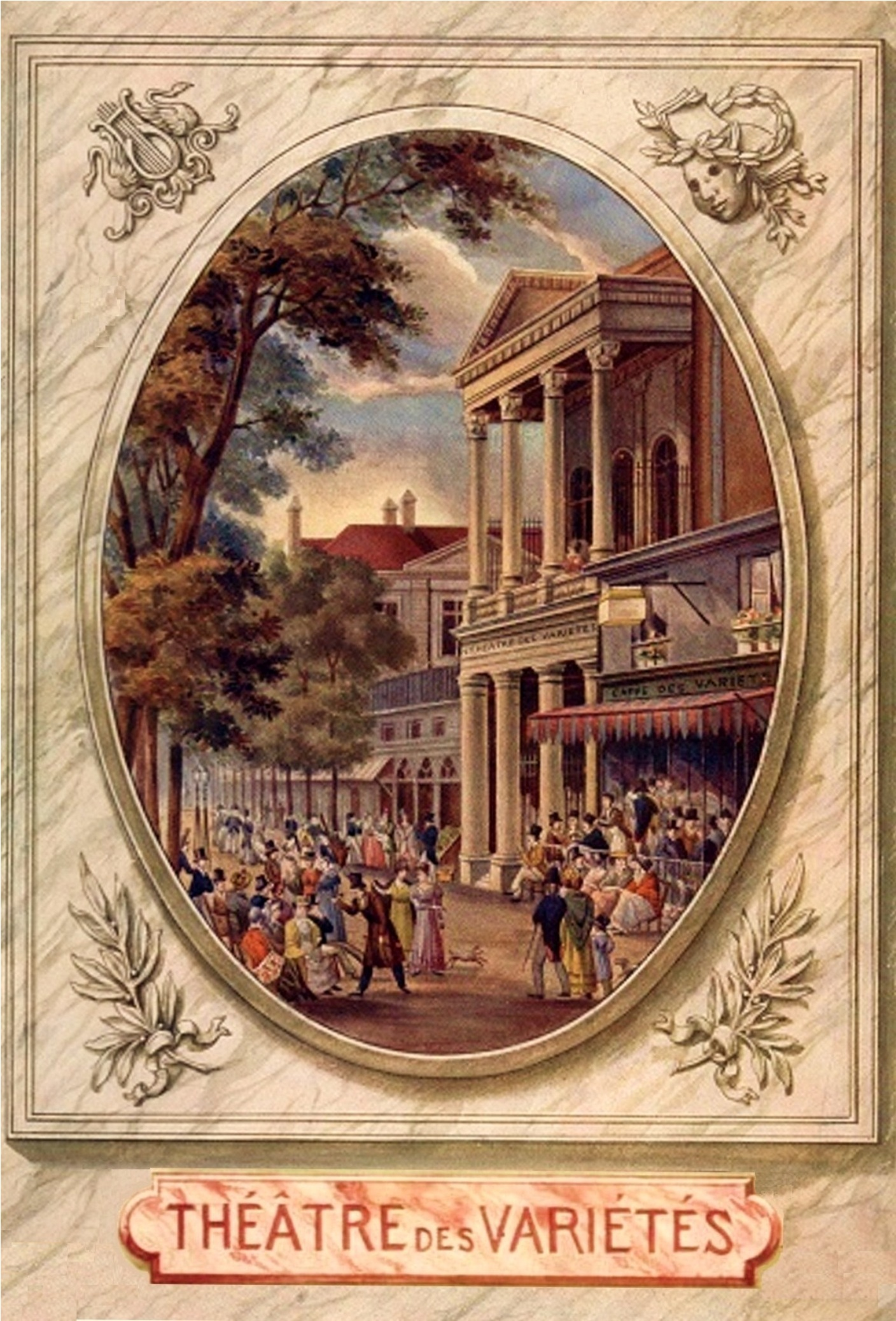
当時のプログラムの表紙

ギャルドゥフーとボビネという2人の男が駅で人を待っている。2人はかつて仲のいい友達だったが、ひとりの女性、メテラを巡り喧嘩し対立していた。この日は2人ともメテラがトゥルヴィルからの汽車から降りて来るのを待っていた。しかし、メテラは見知らぬ男（ゴントラン）と腕を組んで汽車から出てくると、2人を見て「知らない人だわ」（Connais pas）と歌う。メテラは連れのゴントランに「見知らぬものが知り合いのように話しかけてきても気にしないで」と言いつつ立ち去る。今は文無しの2人はメテラに愛されていると信じていたが、彼女は金持ちしか相手にしないことを理解し、意気投合し、元の親友に戻る。2人でこの先どうしたものかと考えていると、ボビネは若い女に金を使うより、有閑夫人のヒモになったほうが将来のためだと言い、かつて棄てた侯爵夫人たちのもとに戻る決意をする。そして、2人は陽気に「サンジェルマンにサロンを呼び戻そう」とクプレを歌う。ボビネは早速、侯爵夫人たちのもとに向かう。ギャルドゥフーは打つ手がなく困惑していると、ギャルドゥフーのかつての召使いジョゼフが現れる。ジョゼフは現在パリの旅行ガイドとしてグランドホテルで働き、今日はスウェーデンからやってくる男爵夫妻を駅へ迎えに来ていた。それを聞いたギャルドゥフーは、その客を騙して金儲けができるのではないかと考え、ジョゼフに謝礼ははずむから旅行ガイドの仕事をやらせてくれと頼む。かつてギャルドゥフーの召使いだったジョゼフは仕事分の収入が入れば良いので、これを承知する。駅に汽車が着きゴンドルマルク男爵夫妻が出てくると、旅行ガイドになりすましたギャルドゥフーは早速近づいて行き、夫妻を慇懃に、そして陽気に出迎え、「案内人の名に懸けて申しますが、パリは素晴らしい」（Jamais, foi de cicérone）との三重唱になるのだった。西駅はパリへ遊びに来る金持ちのブラジルの成金観光客が「私はブラジル人、ブラジルで稼いだ金をパリで使い果たそう」（ Je suis Brésilien, j’ai de l’or ）と歌う。すると、続々と多様な国からの観光客が大挙して押し寄せ「われわれは世界中からやってきた」（À Paris nous arrivons en masse）と歌って盛り上がり、フィナーレとなる。

### 第2幕
ギャルドゥフーのアパルトマンの広間

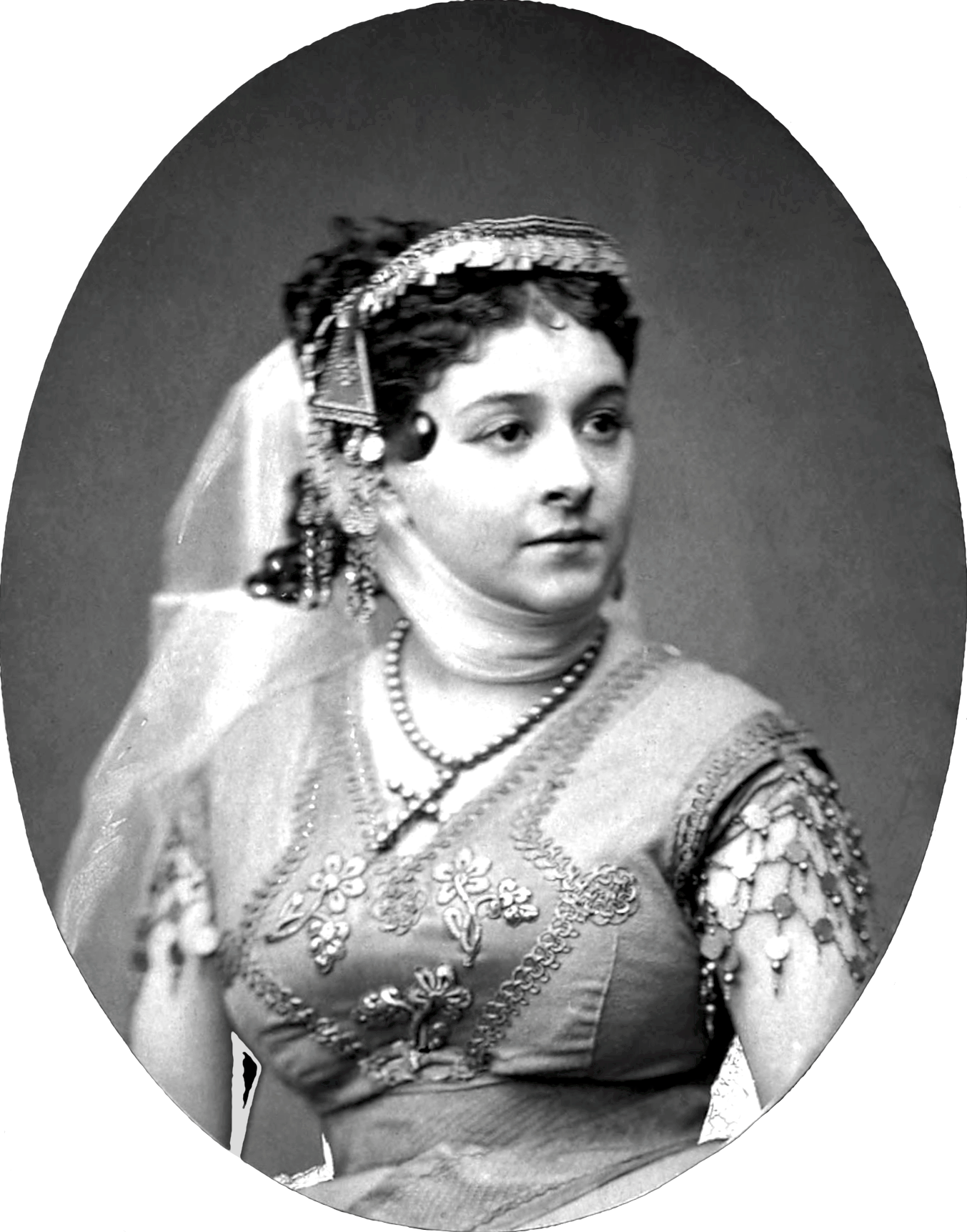
初演でクリスティーヌ役を演じたセリーヌ・モンタラン

手袋屋のガブリエルとドイツ人の靴屋のフリッツがギャルドゥフーの家に各々手袋と靴を届けにやって来る。待たされている合間に、フリッツは美しいガブリエルを口説こうとする。フリッツは召使いのアルフォンスに靴をただで作ってやるから、ガブリエルと二人だけにしてくれと頼み、控室に通される。二人は靴屋と手袋屋の二重唱となり、続いてガブリエルは「昔は優しい男が恋人の手袋を盗んでは口づけしたものでした」（Autrefois, plus d’un amant tendre et garant）とロンドを歌う。（これは愛情のうつろいやすい一面、儚さを音楽的に表現したものだった）。すると、旅行ガイドになりすましたギャルドゥフーが男爵夫妻をグランドホテルと偽り自分の屋敷へ案内してきた。ギャルドゥフーは美しい男爵夫人（クリスティーヌ）を口説こうという下心を抱いている。ゴンドルマルク男爵は「グランドホテルにしてはやけに小さいな」と訝る。そこで、本館が満員なので支配人がこの家を別館として買い取られたものだと嘘をつき、夫婦を別々の部屋へ案内するとしぶしぶ受け入れる。実は男爵は友人から紹介されパリの高級娼婦をており、彼女との旅先での火遊びを楽しむためには、この方が都合が好かったのだ。妻が別室に通されると、男爵は早速ギャルドゥフーにその婦人を知らないかと尋ねる。彼女の名はなんとメテラであった。ギャルドゥフーは住所を知っているのでその手紙を渡しましょうと答えるので、男爵は大喜びして、クプレ「快楽に満ちたこの街で」（Dans cette ville toute pleine de plaisirs）を歌う。厳格な家庭で育ち、若い頃から女遊びなどしたことのなかった男爵にとって、パリでのアヴァンチュールは不可欠なものだった。男爵は今晩のホテルの夕食会は何時かと尋ねるので、ギャルドゥフーは7時だといい加減に回答してしまう。そこへギャルドゥフーの友人ボビネがやって来る。ボビネは戻って行った伯爵夫人に文無しになったため、冷たく扱われて、渋々引き返して来たのだった。彼はギャルドゥフーに悪巧みについて説明を受けるとそういうことなら、自分も協力しようと言い、翌日の晩餐会を開く会場に、叔母の留守宅を提供しようと言った。取りあえず今夜の夕食会にも偽の客が必要なので、ギャルドゥフーは出入りの業者に友達を連れてくるよう頼む。そこへ男爵夫人が部屋から戻ってきて、部屋に指輪が5つもありましたよと言って返す。ギャルドゥフーはそれは以前宿泊していた客が忘れていったものでしょうからと預かる。ちょうどそこへ指輪の持ち主で、かつての恋人であるメテラが現れる。男爵夫人はメテラに貴女の忘れ物を届けに来たところよと言って部屋に戻る。彼女は駅でのことをギャルドゥフーに謝ろうとやって来たのだが、もう新しい女を部屋に引き込んでいるので立腹する。メテラはギャルドゥフーに君宛の手紙があると紹介状を渡される。メテラはそれを読み始め「覚えておられますか」（Vous souvient-il, ma belle）というロンドを歌う。その手紙はフラスカタ男爵からのもので、彼が以前パリに来た時に恍惚の6週間を共に過ごしたのがメテラであった。そして、今度友人のゴンドルマルク男爵がパリを訪れるので、宜しく頼むと言うものだった。メテラはその紹介状に目をやると、ゴンドルマルク男爵の部屋へ行き、「フラスカタ男爵からの紹介の方を断れませんわ。それでは数日後に私の家に来てください。お手紙の返事を考えましょう」と約束して帰える。その晩の夕食会には連隊長に扮した靴屋のフリック、大佐未亡人に扮した手袋屋のガブリエルが現れクプレ「私は大佐未亡人」（Je suis veuve d’un colonel ）を歌う。それから、多くのドイツからの移民であるフリッツの友人たちがやってきて男爵を迎える。男爵は厚かましいドイツ人たちを見て、どう見ても彼等は一流の客ではないと気付いてしまう。ガブリエルもお国言葉のドイツ語が出てしまい、馬脚を現すことになってしまい。チロル風のヨーデルのメロディで食卓を盛り上げ、客もこれに呼応し、全員田舎者であることが露呈しつつも、なりふり構わず合唱となって華々しい幕引きとなる。

### 第3幕
カンペール・カラデック夫人の屋敷

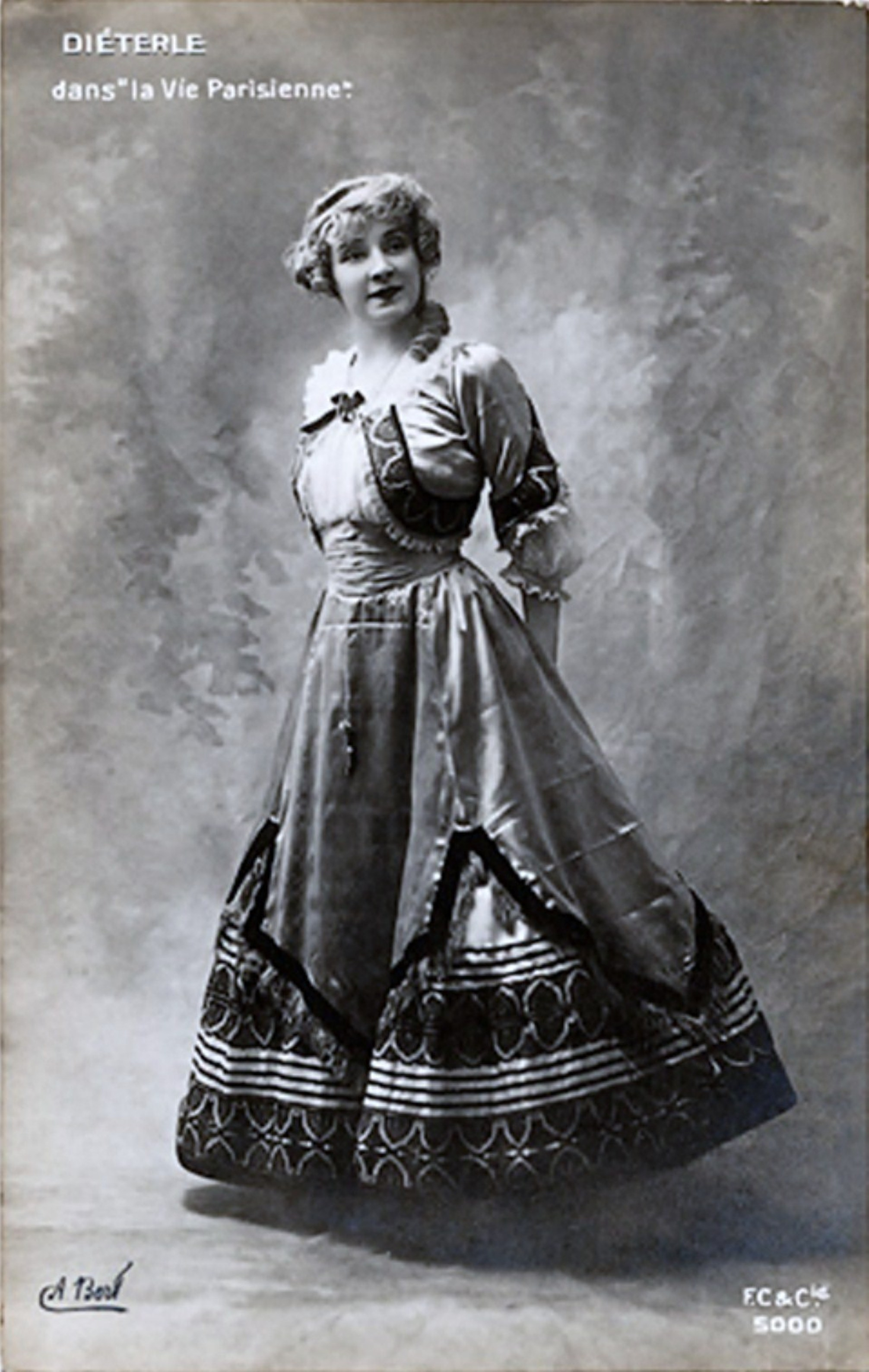
アメリー・ディエトルル、ヴァリエテ座で1982年と1911年にクリスティーヌ役を演じた

ボビネが、召使たちと共に叔母の留守宅で偽の晩餐会の準備を進めている。召使に一流の客に変装するよう指示する、召使達はそれでは召使がいなくなってしまい問題だと答える。召使のプロスペルが早変わりすれば、何とかなると言うので、そうすることにする。ここでは、七重唱「期待してもいいかな」（Donc je puis me fier à vous）が陽気に歌われる。そこへギャルドゥフーに騙された男爵が屋敷に現れる。ギャルドゥフーは男爵がいない間に、夫人であるクリスティーヌを口説くために、男爵だけを晩餐会へ連れて来たのだ。屋敷の広間で待たされる男爵の傍らに、ポルト・リコのマラガ将軍と名乗る召使ユルバンが現れ、続いて山国スイスの海軍提督夫人に扮した女中のポリーヌが本日の晩餐会の主催者として現れる。ポリーヌは男爵に「提督はどこですか」と問われ、夫は今、正装するのに手間どっていると答える。それを聞いた2人の召使は、慌てて裏へと引っ込んだ。男爵とふたりきりになった女中のポリーヌは、怪訝そうな男爵に色気を使って迫り、2人は美しい二重唱「恋は長い梯子」（L’amour, c’est une échelle immense）を歌う。すると貴婦人に扮した女中たちが続々と会場に入って来る。前幕同様、大佐未亡人に扮した手袋屋のガブリエルも登場し、最後にようやく提督に扮したボビネが現れる。ところが提督は着るのに手間取った制服の背中が破れている。男爵は「服が破れています」（Votre habit a craqué dans le dos）と歌い、皆もこれに呼応し、愉快な六重唱となる。召使たちは召使がいないことを悟られぬよう、男爵に次々と酒を勧め、男爵を酔いつぶしてしまい、飲めや歌えの大騒ぎ（Tout tourne, tout danse）で幕となる。

### 第4幕
レストランの大きなサロン
給仕たちの大合唱で幕が開く。給仕長のアルフレッドが部屋に鍵が掛かっていたら、ノックをしてはいけない、「見て見ぬふりをすること」（Fermez les yeux）と注意を喚起している。オペラ座がはねた後にやって来る陽気な遊び人たちに占拠されることになるが、そこにゴンドルマルク男爵が現れる。さすがに今まで騙されていたことを悟った男爵は、夜中にブラジル人主催の本物のパーティーに出かけて行くことにした。男爵はここで漸くお目当てのメテラと会う約束をしたのだった。ところがメテラはこのパーティーに、男爵だけでなくかつての恋人ギャルドゥフーとその友人ボビネ、男爵夫人のクリスティーヌまで集まるのが分かっていた。メテラが現れ、クプレ「ここは母親たちから恐れられているところ」（C’est ici l’endroit redouté des mères）を歌う。メテラはまず男爵と話し、男爵の求愛を拒絶する。メテラは落胆して泣き出す男爵に私の友人を紹介すると言い、ギャルドゥフーに会いに行くと言い立ち去るので、男爵はメテラの後を追う。すると、仮面をつけた女性が現れると、給仕長のアルフレッドがクリスティーヌを特別室に案内する。すると、ブラジル人が靴屋のガブリエルを連れて現れ、2人が仲良くなったいきさつを二重唱で語り、惚気る。ギャルドゥフーとボビネが入って来て、皆で食事をしようとしていると男爵が戻ってきて、ギャルドゥフーと話をつけたいと言う。冷静になると今まで騙されていたことへの怒りが湧いてきたのだ。そして、ギャルドゥフーとその仲間たちのインチキを責め始める。ところが、それでは晩餐会は楽しくなかったのか、提督婦人は良くなかったのか、お酒は美味しくなかったのかと皆に続けざまに問い質され、よくよく考えてみると自分が充分に楽しんでいたことに気づかされるのだった。そこへ男爵夫人が現れ、メテラの友人とは私のことなのと言って、変装を解く。男爵はその女性が自分の妻などとは思いも寄らなかったので、びっくりする。クリスティーヌは夫を許すと言う。メテラは「ギャルドゥフーにした冷たい仕打ちはまだあなたを愛しているからだ」と言う。ギャルドゥフーは「それならよりを戻そう」と申し出る。ボビネはメテラに「もう一度愛し始めるがいいか」と言うと、メテラはそれにも愛想よく答える。最後はブラジル人の音頭で飲めや歌えの大騒ぎ「歌と叫びによって、パリを祝おう」（Par nos chansons et par nos cris, célébrons Paris）となり、名物のフレンチ・カンカンが踊られ、パーティーは大いに盛り上る中で、幕となる。

## 主な録音・録画
| 年        | 配役 ラウル・ドゥ・ギャルドゥフー メテラ ボビネ ゴンドルマルク男爵 ガブリエル                                            | 指揮者 管弦楽団 合唱団                                                                         | レーベル                                                   |
| --------- | --- | ---------------------------------------------------------------------------------------------- | ---------------------------------------------------------- |
| 1958      | ジャン・ドゥゼイ シュジー・ドゥレール ジャン＝ピエール・グランヴァル ピエール・ベルタン シモーヌ・ヴァレール             | アンドレ・ジラール 大交響楽団 ルノー＝バロー劇団＆合唱団                                       | CD: Accord ASIN: B000001CIC                                |
| 1976      | ミシェル・セネシャル レジーヌ・クレスパン ミシェル・トランポン リュイ・マソン マディ・メスプレ                           | ミシェル・プラッソン トゥールーズ・キャピトル国立管弦楽団 トゥールーズ・キャピトル劇場合唱団   | CD: EMI ASIN: B000026RMF                                   |
| 1983      | アドルフ・ダラポッツァ レナーテ・ホルム ヴィリー・ブロックマイヤー マルコ・バッカー ガブリエレ・フックス                 | ヴィリー・マッテス ミュンヘン放送管弦楽団 バイエルン放送合唱団                                 | CD: EMI ASIN: B005BVCD3K ドイツ語歌唱                      |
| 2004      | ジャン＝フランソワ・シヴァディエ エレーヌ・ドゥラヴォ ジャック・ヴェルジエ ジャン＝イヴ・シャトゥレ イザベル・マザン     | ジャン＝イヴ・オソンス リヨン国立歌劇場管弦楽団 リヨン国立歌劇場合唱団 演出:アラン・フランソン | DVD: ジェネオン・エンタテインメント ASIN: B0001Z2ZKW 5幕版 |
| 2007~2008 | ジャン＝セバスティアン・ブー マリア・リッカルダ・ヴェッセリンク マーク・キャラハン ロラン・ナウリ マリー・ディヴェルロー | セバスティアン・ルーラン リヨン国立歌劇場管弦楽団 リヨン国立歌劇場合唱団 演出: ロラン・ペリー  | DVD: Virgin Classics ASIN: B001EZ79UY                      |